# Bermuda International 1973
Die Bermuda International 1973 fanden vom 5. bis zum 7. April 1973 in Hamilton statt. Es war die zehnte Austragung dieser internationalen Titelkämpfe der Bermudas im Badminton.	

## Finalergebnisse
| Disziplin             | Sieger                        | Finalist                          | Ergebnis                    |
| --------------------- | ----------------------------- | --------------------------------- | --------------------------- |
| Herreneinzel          | John Holehouse                | Colin Ayling                      | kampflos, Verletzung Ayling |
| Dameneinzel           | Mireille Caza                 | Pat Collins                       | 11-5, 11-2                  |
| Herrendoppel          | Serge Jolicoeur Alan Stefanik | Len Daniel Colin Ayling           | kampflos                    |
| Damendoppel           | Pat Collins Penny Webb        | Helli Kivilant Christine Brewster | 15-4, 15-8                  |
| Mixed                 | Serge Jolicoeur Mireille Caza | Colin Ayling Pat Collins          | kampflos                    |
| Herrendoppel Senioren | Jack Wallis Gordon Keeber     | Sam Smyth Vic Flood               | 15-9, 15-2                  |